# 宰恩 (密蘇里州)
宰恩（英語：Zion）是位於美國密蘇里州麥迪遜縣的非建制地區。

## 歷史
宰恩的郵局於1880年設立，1921年關閉後又於1930年重啟，最終於1964年停運。

## 地理
宰恩所處的海拔為高於海平面225米（即738英呎），而該地所採用的時區為UTC-6，即北美中部時區（CST）。同時該地設有夏令時間，為UTC-6調快一小時，即UTC-5（CDT）。